# Династия Арташесидов Иберии
Арташесиды (груз. არტაშესიანი [art’ashesiani]) — иберийская ветвь армянской династии Арташесидов, правившая Иберией (древней  Восточной Грузией) с 90 г. до н. э. по 30 г. н. э. Согласно средневековым грузинским хроникам, они приобрели корону Иберии после того, как иберийская знать восстала против своего царя Фарнаджома из династии Фарнавазидов, и обратилась к царю Армении с просьбой прислать им в качестве нового монарха своего сына, женатого на фарнавазидской принцессе. Царь Армении и его сын упоминаются в хрониках как Аршак, что, вероятно, является путаницей с Арташесом, которые, кажется, используется как общий термин по отношению к армянским Арташесидам. Профессор Кирилл Туманов идентифицирует царя Армении в этом описании как Артавазда I (правил ок. 159 г. до н. э. — ок. 115 г. до н. э.) и считает, что новоиспеченный иберийский царь Арташес I (правил в 90—78 гг. до н. э.) был его сыном. Хроника продолжает описывать великую битву между объединённым иберийско-армянским войском против Фарнаджома и его последователей. В конце концов, Фарнаджом был побежден и убит, и после этого армянский князь стал царем Иберии.
Мало что известно о первых годах иберийского правления Арташесидов. Похоже, они находились под влиянием своих армянских родичей, которым Иберия уступила значительную часть своей территории. Эта ассоциация с армянскими Арташесидами, которые находились на пике своего могущества во время правления Тиграна Великого (95—55 гг. до н. э.), вызвала участие Иберии в Третьей Митридатовой войне между Понтийско-армянским союзом и Римом (75—55 гг. до н. э.) 65 г. до н. э.). Плутарх и Гай Лициний Макр заявляют, что иберийские контингенты играли важную роль в битве при Тигранакерте (69 г. до н. э.) и битве при Артаксате (68 г. до н. э.). Даже после сдачи Тиграна на милость Помпея Великого, то арташесидский царь Иберии Артаг (78—63 до н. э.) продолжал оказывать упорное сопротивление вторжения римлян, но в конце концов потерпел поражение и был вынужден просить мира. Этот Артаг, хорошо известный классическим источникам, по-видимому, является Артаком, сыном Аршака/Арташеса из грузинских анналов, в которых неожиданно не упоминается римское вторжение, но вместо этого рассказывается о борьбе царя с «персами».
Однако римская гегемония над Иберией оказалась непостоянной, и в 36 г. до н. э. легату Публию Канидию Крассу пришлось повести свою армию в Иберию, чтобы заставить её царя Фарнаваза II заключить новый союз с Римом. Ни Фарнаваз II, ни его отношения с Римом не упоминаются в грузинских хрониках, повествование которых сосредоточено на царе Бартоме, сыне Артака, и его кончине в борьбе с некогда изгнанным принцем Мирианом II, который в конечном итоге восстановил династию Фарнавазидов на троне Иберии. Современные ученые склонны отождествлять Бартома с Фарнавазом II и считают его последним в линии Арташесидов.